# Гросс, Фёдор Иванович (художник)
Фёдор Иванович (Фридрих Иоганн) Гросс (нем. Friedrich Gross; 1822, Симферополь — 1897 или 24 ноября 1896, Керчь, Таврическая губерния) — российский художник, мастер литографии немецкого происхождения, родившийся в семье колонистов из Судака. В молодости работал в Крыму над пейзажной тематикой, признание получил в Одессе. Сотрудничал с Русским художественным листком В. Ф. Тимма, иллюстрировал события связанные с Крымской войной. Во второй половине жизни, преподавая рисование в Керчи, увлёкся археологией. Начал сотрудничать с Керченским музеем древностей, исследовал городища Боспорского царства, в частности Мирмекий, склепы Пантикапея. В 1884 году назначен директором музея.
Рисунки и литографии художника находятся в собраниях музеев Москвы, Петербурга, Одессы, Симферополя, а результаты археологических исследований хранятся в фондах Института истории материальной культуры Российской Академии наук. Конец 1990 — начало 2000 годов ознаменовались ростом интереса к его жизни и творчеству. Выпущен ряд статей, переиздан в Симферополе с научными комментариями качественный альбом-каталог его графических работ. Специалисты определяют их основную ценность как источник по истории и архитектуре ныне не сохранившихся объектов Таврической губернии.

## Биография

### Происхождение

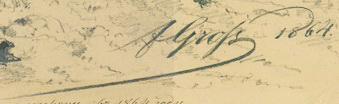
Автограф Ф. И. Гросса, 1864 год

Родился Фридрих Гросс в 1822 году в семье Иоганна-Людвига (Ивана Даниловича) Гросса в Симферополе. Во взрослом возрасте он использовал русскую форму своего имени. Его отец участвовал в экспедиции академика П. С. Палласа по вновь присоединённым южным губерниям России в 1793—1794 годах. Когда Паллас обосновался в Крыму, тут же поселился в судакской немецкой колонии и его сотрудник. По ходатайству академика и решением Училищного комитета Харьковского университета в 1821 году И.-Л. Гросс был «определён учителем рисования в Таврическую гимназию и уездное при ней училище» в Симферополе. Он стал первым учителем рисования И. К. Айвазовского и дал ему рекомендацию в Императорскую Академию художеств.

### Карьера художника
Фридрих Гросс окончил, по одним источникам — Симферопольскую мужскую гимназию, по другим — Симферопольское уездное училище. Обучать сына живописи в столице семья не смогла по материальным причинам. Фридрих много путешествовал по Крыму и рисовал с натуры его природу и исторические древности. Эти работы позднее поставили имя Гросса рядом с именами других мастеров крымского пейзажа начала и середины XIX века, последователей романтизма — Жана-Кристофа Мивилля, Карло Боссоли, Винсента Руссена.
После переезда в самом начале 40-х годов из Симферополя в Одессу художник устроился литографом в литографическую мастерскую Александра Брауна. Исследователь творчества Гросса сотрудник Центрального музея Тавриды М. Р. Мальгина предполагает, что технику литографии художник освоил ещё в Крыму в имении А. М. Бороздина «Кучук-Лампад», где имелась литографическая мастерская. В Одессе он литографировал чужие работы и копил материал для собственного издания. В 1846 году вышел в печати его альбом «Виды Крыма» в 32 листах. Гросс представил виды Крыма на нескольких выставках в Одессе в 1850-1851 годах. Во второй четверти XIX века тут выставлялись и работали многие крупные художники, публика была весьма взыскательна и требовательна в своих оценках, как и губернатор граф М. С. Воронцов, меценат и ценитель искусства. При этом творчество Гросса было замечено и нашло признание, получило похвальные рецензии в одесских газетах: «четыре лета сряду провел на крымском Южнобережье перенося на бумагу все, что поражало его взоры, и собрав… богатую коллекцию живописнейших видов Крыма». В 1857 году вышло в печати второе, дополненное издание альбома «Виды Крыма» в 54 листах. Литографии своих картин Фридрих Гросс выполнил сам. Издание вышло на листах веленевой бумаги размером 31 на 44 см и стоило 7 рублей, что считалось солидной суммой.
В биографии художника одесский период занял одно десятилетие. Во время Крымской войны в 1854—1855 годах также вышел в свет его альбом «Виды Одессы» с 15 литографиями. Тут Гросс выступил в роли военного корреспондента. Художник запечатлел пленение севшего на мель британского пароходо-фрегата "Тигр". За картину «Бомбардировка Одессы англо-французским флотом 10 апреля 1854 года» Великий князь Константин Николаевич одарил художника брильянтовым перстнем.

### Археологические исследования
В 1857 году Гросс вернулся в Крым и поселился в Керчи, где преподавал рисование в Кушниковском институте благородных девиц (ныне Керченская школа № 1 им. В. Дубинина) вплоть до 1883 года. Он серьёзно увлёкся археологией. С 1862 по 1891 год работал в Керченском музее древностей, сначала художником-реставратором и помощником директора, а с 1884 года — директором. Гросс вёл разведки и раскопки, систематизировал найденный материал, делал зарисовки находок. За время исследований «….создал большое количество альбомов рисунков, акварелей и карандашных чертежей». Под его руководством и при его непосредственном участии проводились раскопки кургана Большая Близница на Таманском полуострове в 1884 и 1885 годах, 11 курганов на косе Тузла, разыскание в окрестностях Керчи — в районе городища Мирмекий, раскопки некрополей на Глинище и горе Митридат. Одновременно с Ф. И. Гроссом в регионе копали археологи Н. П. Кондаков, А. А. Бобринский, Ю. А. Кулаковский. К числу важнейших находок относятся мраморная статуя Ники с поверженным быком, экспонируемая в Картинной галерее Керченского заповедника и склеп Сорака с надписью и фресками.

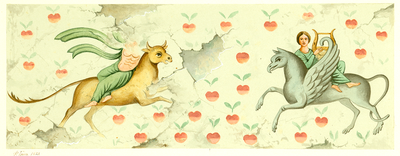
Гросс Ф. И. Прорисовка росписи. Задняя стена «Склепа 1875» на горе Митридад, над погребальной нишей. Лакуны рисунка и повреждения соответствуют состоянию памятника.

При личном участии Гросса в 1889 году был составлен план оборонительных сооружений (башен и стен) средневековой крепости генуэзского времени в Судаке.

### Поздние годы
За гражданскую службу Гросс был отмечен орденами Святой Анны II и III степени, Святого Станислава III степени. В феврале 1880 года указом Сената он был произведён в надворные советники, что давало права личного дворянства. В 1891 году Гросс, сославшись на нездоровье, подал прошение об отставке, его преемником на посту стал К. Е. Думберг. Жил в Керчи в собственном доме по улице Карантинной, 86. По одним данным, он умер в 1897 году, по данным крымоведа, профессора КФУ, А. А. Непомнящего дата смерти 24 ноября 1896 года, с чем также согласны специалисты КГИКЗа. Был похоронен в Керчи, могила утрачена в 1930-е годы.

## Творчество
Ранние произведения художника выполнены в стиле романтизма. Они были изданы в Одессе в альбоме из 54 литографий. В альбом Ф. И. Гросса, изданный Александром Брауном, вошло 54 листа. В настоящее время полное издание — библиографическая редкость. Один из редких экземпляров этого альбома, переплетённый лично А. Л. Бертье-Делагардом, хранится в фондах Центрального музея Тавриды. В альбом вошли изображения святых мест и древностей Крыма: действующие храмы, греческие обители, лежащие в руинах, виды гор и долин, хранящих в себе остатки византийских святынь. Что касается техники исполнения литографических работ Гросса, то их ставили в один ряд с литографиями столичных мастеров, выделяющимися среди других «высокой культурой рисунка, выразительной композицией, прекрасной печатной техникой».
Фёдор Иванович Гросс делал зарисовки немалого количества церковных древностей и бытовых предметов с христианской символикой, найденных в Крыму во время раскопок. Эти рисунки были опубликованы в изданиях Императорского Русского археологического общества. В настоящее время можно судить о творчестве Гросса в основном по сохранившимся литографиям с его работ. Часть из них, посвящённая событиям Крымской войны, была опубликована в «Русском художественном листке» В. Ф. Тимма, который познакомил с творчеством Гросса читающую Россию. Оригиналы многих работ Гросса погибли в годы Великой Отечественной войны. Некоторые работы Гросса, связанные с археологией, хранятся в Петербурге, в Институте истории материальной культуры Российской Академии наук, литографии в музеях Москвы, Петербурга, Одессы, Симферополя.

Свои работы художник подписывал: F. Gross.

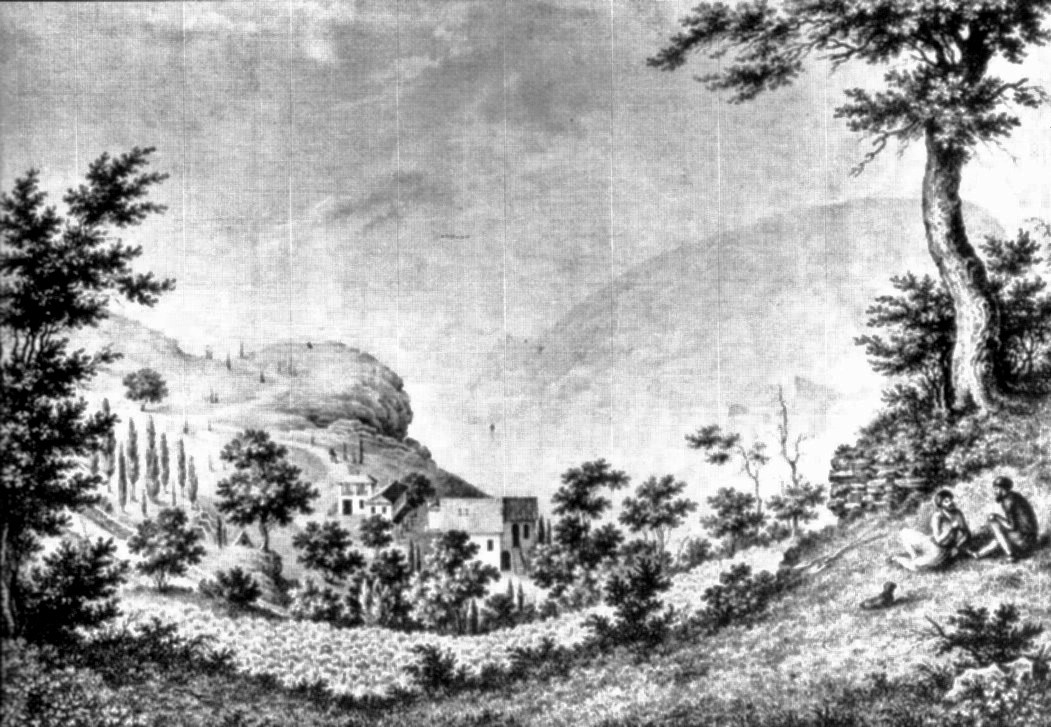
Кучук-Ламбад, 1830-е. Имение Таврического губернатора А. М. Бороздина
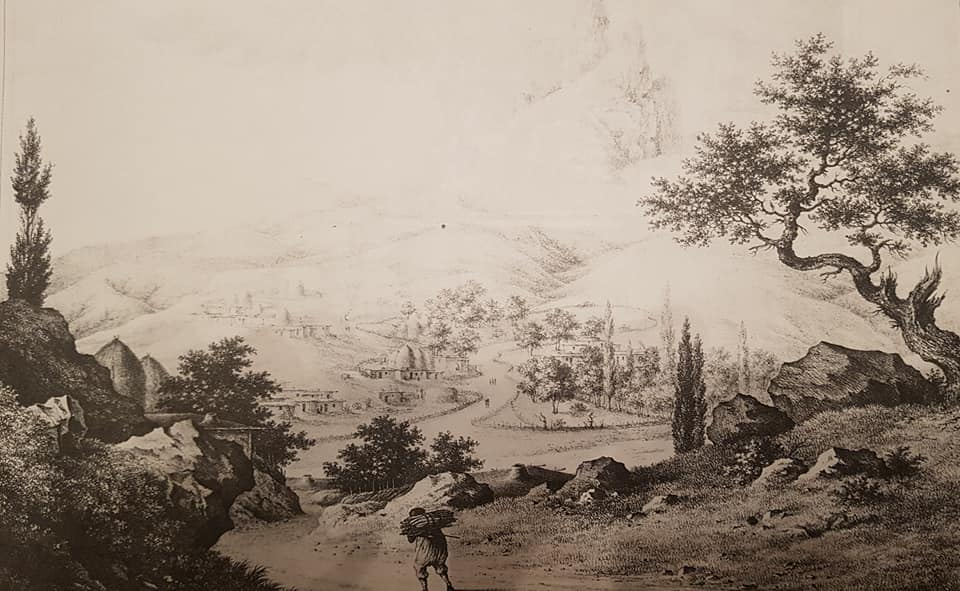
Арпат, 1830-е, издано в 1846 году.
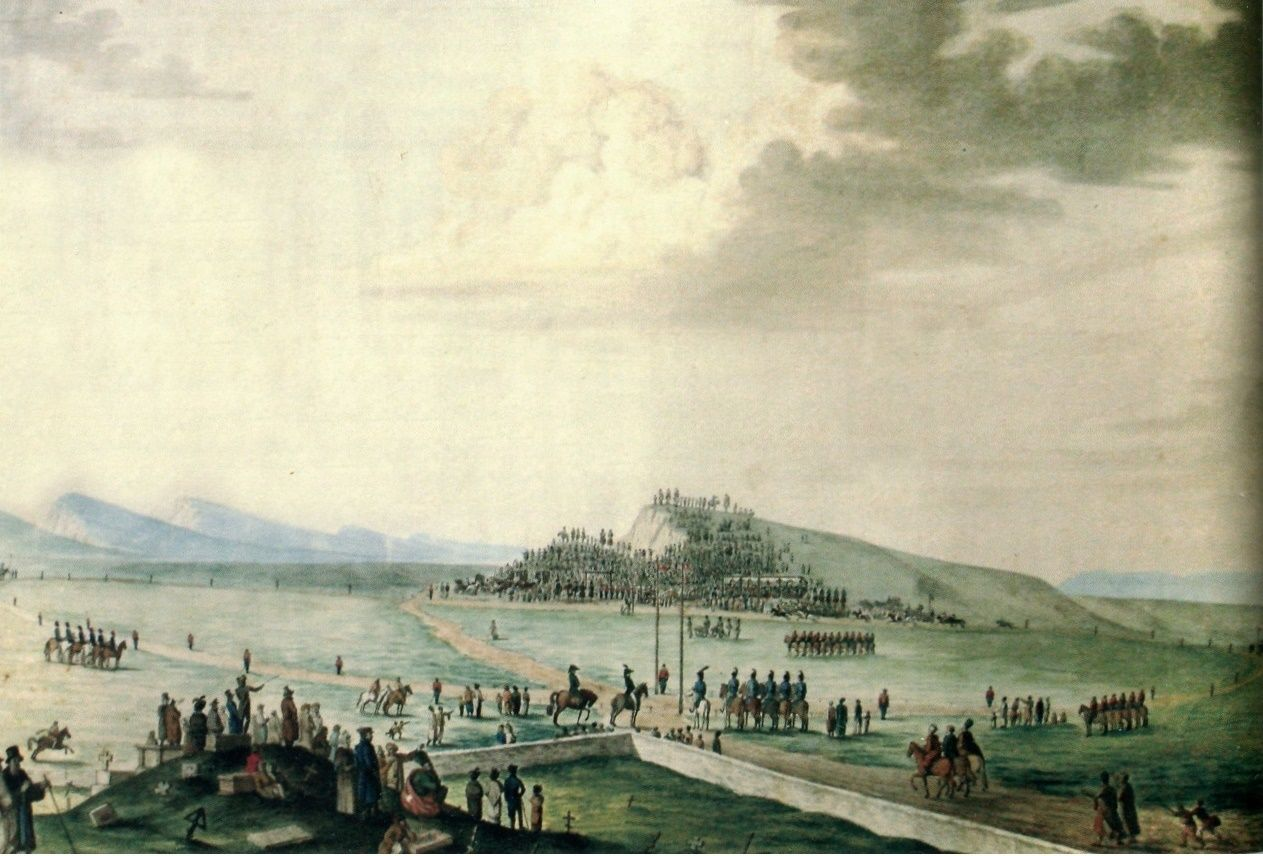
Скачки в Симферополе, 1830-е, издано 1846 году.
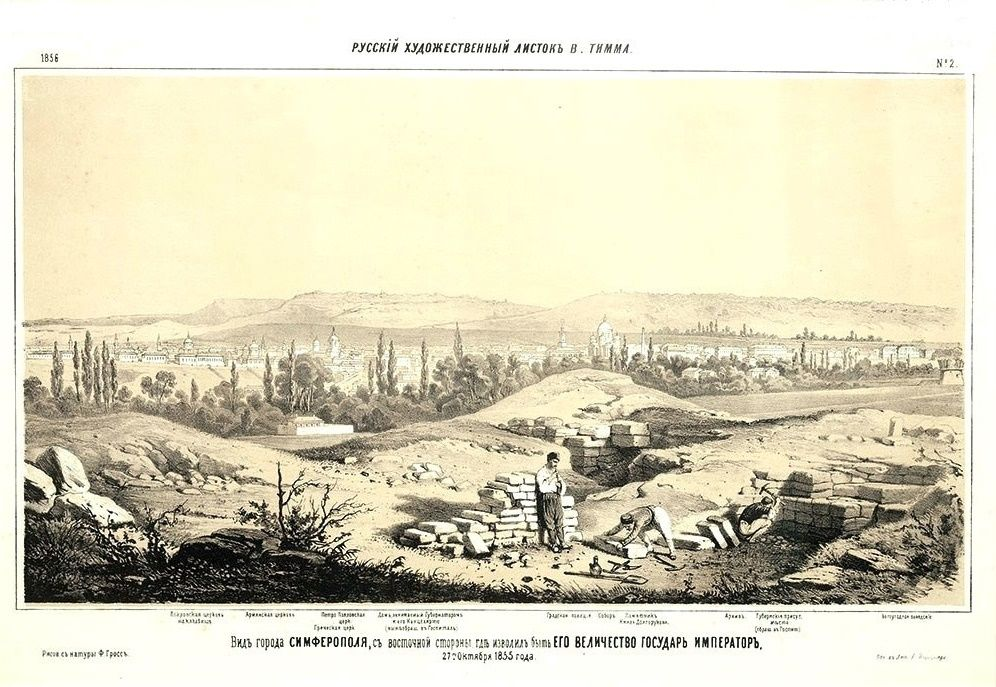
Вид Симферополя, 1856. Русский художественный листок В. Ф. Тимма, №2. По местам путешествия Александра II в 1855 году
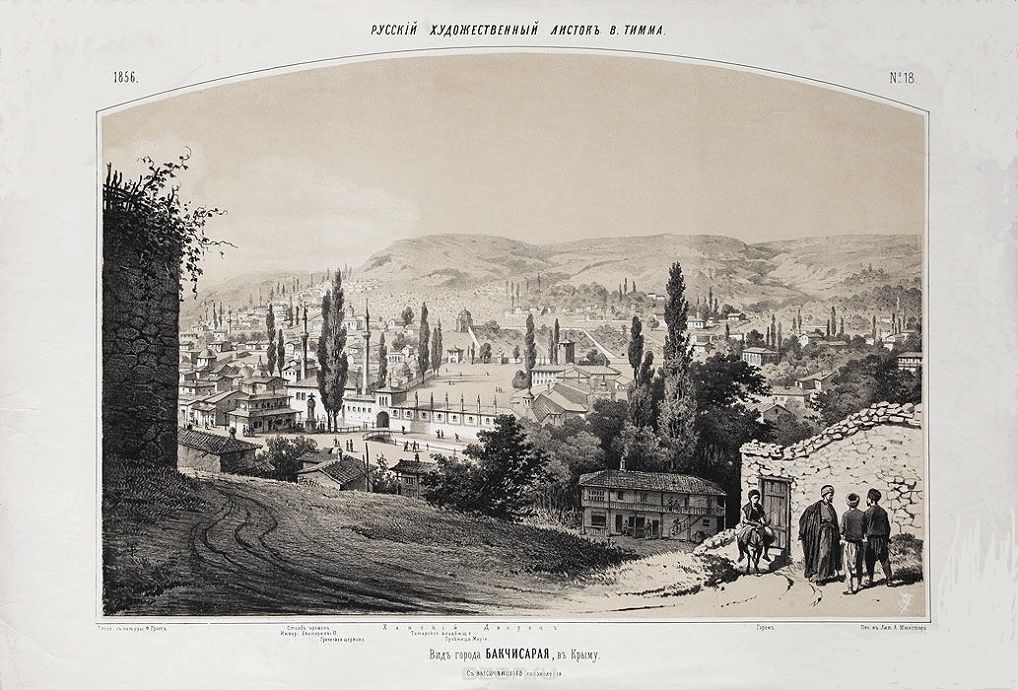
Вид города Бахчисарая, в Крыму. Русский художественный листок В. Ф. Тимма, №18, 1856
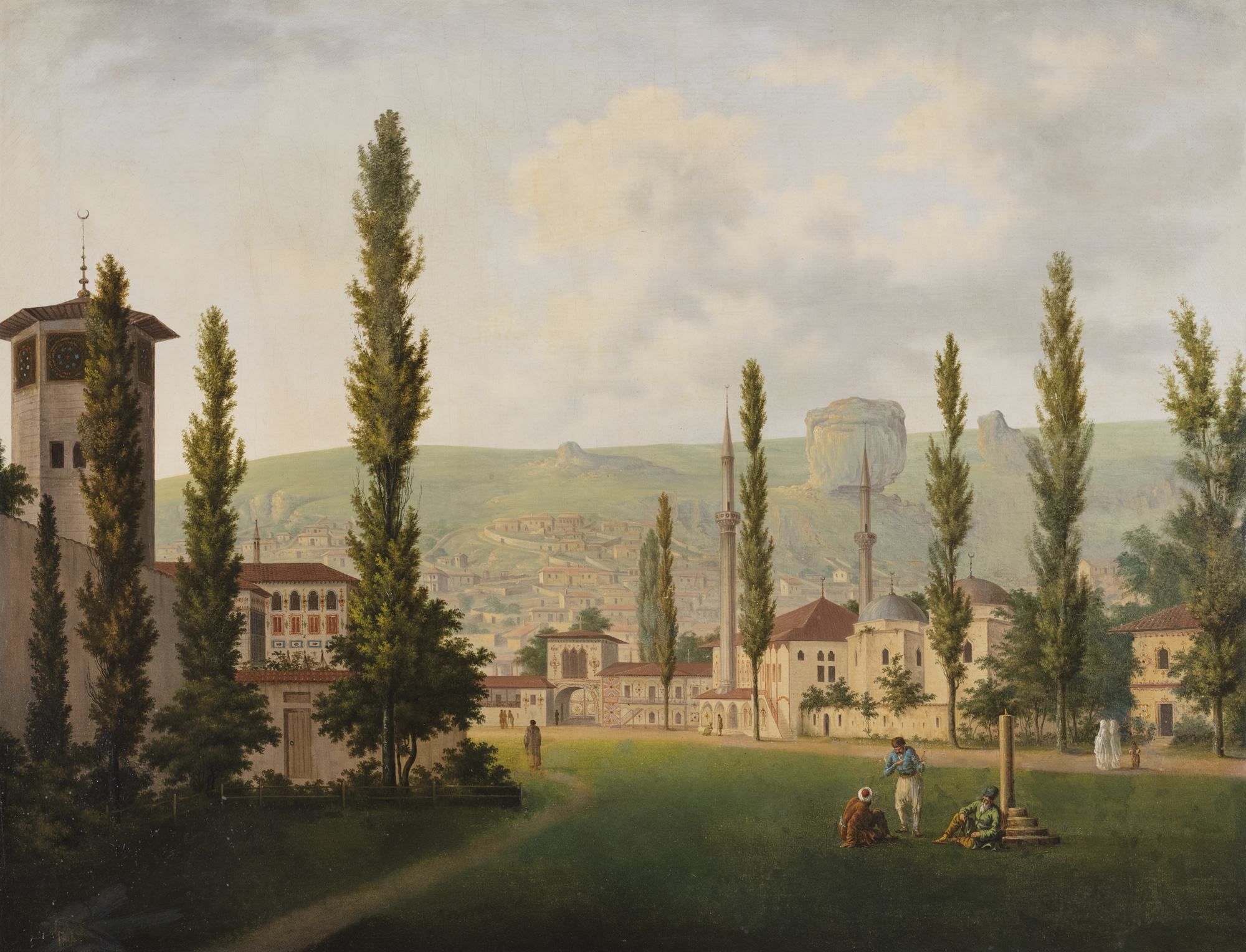
Бахчисарай. Ханский дворец. 1872

## Оценки
Как чисто художественная, так и историко-археологическая составляющая наследия Гросса стали объектом внимание современных источниковедов и краеведов благодаря точности, дотошности и вниманию к деталям при их исполнении:
«Главная заслуга Гросса — это сделанные им зарисовки всех памятников старины и предметов древностей, найденных за этот почти тридцатилетний период на юге России и во многих случаях и для многих памятников рисунки Гросса есть единственное, что от этих памятников осталось»", — писал Ю. Ю. Марти, один из последующих директоров Керченского историко-археологический музея.
По словам работника Центрального музея Тавриды, исследовательницы творчества Гросса М. Р. Мальгиной, этот художник относится к незаслуженно забытым мастерам, новый интерес к творчеству которых возник буквально в последнее десятилетие, что вызвало переиздание на новом техническом уровне альбомов его работ, проведение нескольких тематических выставок. Интерес вызван в первую очередь его тематикой — природой и историей Крыма.
«Тот, кто познакомился с живописными видами Крыма, выполненными Ф. И. Гроссом, их не забудет — столько наблюдательности, точности в передаче местности, полноты любования дорогим его сердцу Крымом хранят они в себе…».